# BEAUTIFUL (吉井和哉の曲)
『BEAUTIFUL』（ビューティフル）は、日本のミュージシャン吉井和哉の5枚目のシングルである。2006年1月25日発売。発売元はEMIミュージック・ジャパン。

## 概要
- 前作から1年ぶりとなるシングル。
- 本作以降名義をYOSHII LOVINSONから本名の吉井和哉に改めた。
- PV監督は高橋栄樹。

## 収録曲
全作詞・作曲・編曲：吉井和哉
1. BEAUTIFUL (4:19)
2. HIKARETA (3:49)
3. MY FOOLISH HEART (5:26)

## 収録アルバム
- 39108 (#1) (2006年10月4日)
- 18 (#1,3) (2013年1月23日)
- SUPERNOVACATION (#2,3、#3はalternate ver.) (2015年5月27日)

## 参加ミュージシャン
- 吉井和哉 - ボーカル
- ジュリアン・コリエル（英語版） - エレクトリック・ギター、アコースティック・ギター
- ジャスティン・メルダル・ジョンセン（英語版） - ベース
- ビクター・インドゥリゾー（英語版） - ドラム
- ジェビン・ブルーニ - キーボード